# エルクハート郡 (インディアナ州)
エルクハート郡（英: Elkhart County）は、アメリカ合衆国インディアナ州の北端、ミシガン州に接することから「ミシアナ」と呼ばれる地域に位置する郡である。人口は20万7047人（2020年）。郡庁所在地はゴーシェンであり、同郡で人口最大の都市はエルクハートである。
エルクハート郡はエルクハート・ゴーシェン都市圏を構成し、さらにサウスベンド・エルクハート・ミシャワカ広域都市圏を作っている。エルクハート郡はRV車（リクリエーション用途自動車）の隆盛で過去数十年間で急速に成長してきており、2007年に不況になるまでは毎年数百の雇用機会が増加していた。
サウスベンド市からは東に32km、イリノイ州シカゴからは東に180km、州都インディアナポリス市からは北東に240kmの位置にある。世界のRV車首都と地元では称しており、またアーミッシュの人口が多いことでも知られている。この後者のことでは東隣のラグレンジ郡と共に北インディアナ・アーミッシュの国として観光を奨励している。

## 歴史
19世紀の初め、エルクハート郡となった地域にはポタワトミ族インディアンが主に住んでいた。1829年にエルクハート・プレーリーと呼ばれる地域に開拓者が入ってくるようになり、1830年4月1日には公式にエルクハート郡が設立され、ダンラップを郡庁所在地にした。その後郡境が何度か調整された後に、郡庁所在地は郡の中心に近いゴーシェンに移された。

### 郡名
エルクハート郡の名称の由来については幾つかの説がある。1つは、エルクハート族インディアンから採られたというものである。しかしそのような部族が存在したという歴史上の証拠は無い。2つ目は市のウェブサイトに掲載されている説だが、エルクハート市のアイランド公園がエルク（鹿の一種）の心臓に似ているというものである。しかし、この島を如何にして上から俯瞰できたかは不明である。当時は熱気球が存在したが、初飛行は19世紀後半になってからだった。3つ目の説は、最も可能性があるもので、ショーニー族インディアンの酋長エルクハートに因んだというものである。この酋長は有名なテクムセの従兄弟、プリンセス・ミシャワカの父だった。ミシャワカからは近くのミシャワカ市が名前を採用した。

## 地理
アメリカ合衆国国勢調査局に拠れば、郡域全面積は476.97平方マイル (1,212.0 km2)であり、このうち陸地463.17平方マイル (1,199.6 km2)、水域は4.80平方マイル (12.4 km2)で水域率は1.03%である。郡内の大半は農地であるが、北東隅にはうねりのある丘陵もある。これら丘陵は氷河作用によって形成され、セントローレンス・シーウェイ大陸分水界の一部になっている。

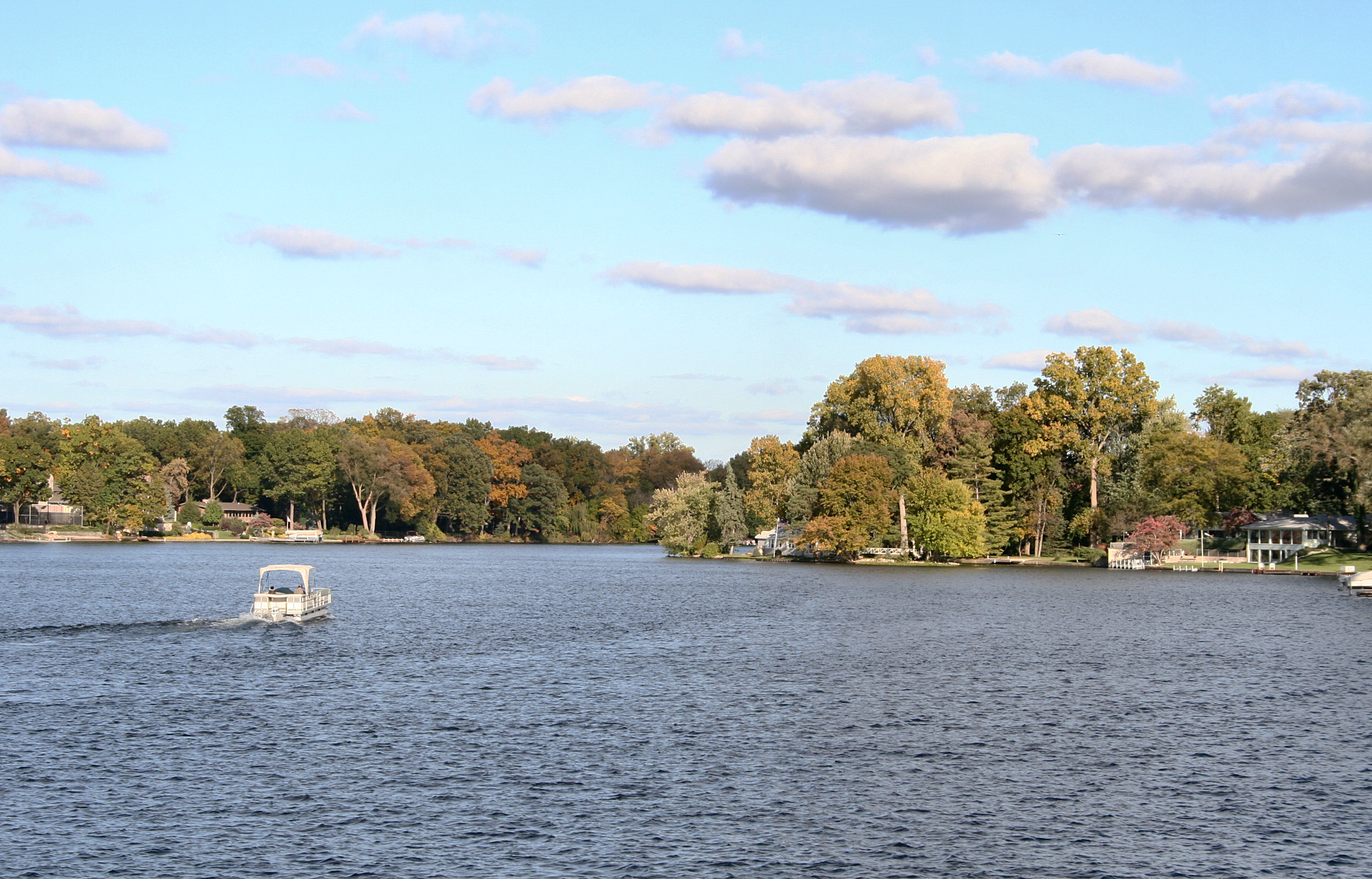
セントジョセフ川、エルクハート市の西で流れが広くなる

ブリストルの北、ミシガン州との州境を越えて流れるセントジョセフ川が郡内の主要な水路である。エルクハート川はミラーズバーグの東から郡内に入り、ゴーシェンとダンラップを回ってエルクハート市のアイランド公園に向かい、セントジョセフ川と合流する。リトルエルクハート川はミドルベリーの南東から郡内に入り、ボニービルミルズ郡立公園の美しい景観を作り、その後にブリストル近くでセントジョセフ川と合流する。田園部には多くのクリークが流れており、またサイモントン湖など幾つかの湖が点在している。

### 交通

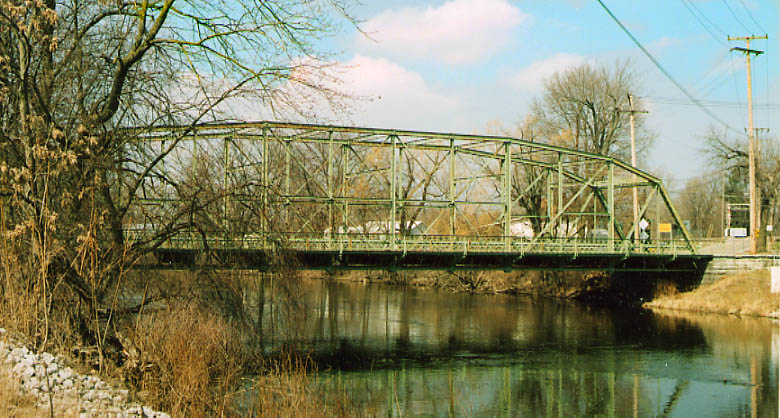
エルクハート川に架かるインディアナ・アベニュー橋、ゴーシェン市の北にある

#### 主要高規格道路
インディアナ有料道路（ 州間高速道路80号線と 州間高速道路90号線）が郡北縁を通っている。エルクハート市に第92と第96の2つの出口があり、またブリストルには第101、ミドルベリーには第107出口がある。  アメリカ国道20号線はセントジョセフバレー・パークウェイとしてエルクハート市の南端を回り、郡道17号線とのインターチェンジでフリーウェイとしては終わっている。国道20号線はその後地上道路として東に進む。郡道17号線は「ミシアナ・パークウェイ」とも呼ばれ、ゴーシェン、国道20号線、 インディアナ州道120号線、有料道路のエルクハート東インターチェンジ（出口第96）、ミシガン州道217号線を介して アメリカ国道12号線と繋がっている。
 アメリカ国道6号線、 アメリカ国道33号線、 アメリカ国道131号線も郡内を通っており、また インディアナ州道4号線、 インディアナ州道13号線、 インディアナ州道15号線、 インディアナ州道19号線、 インディアナ州道119号線、 インディアナ州道219号線も郡内の用に供している。アメリカ国道33号線は元リンカーンハイウェイの一部だった。

#### その他の交通
インターアーバン・トロリーと呼ばれるバス交通体系が郡内の幾つかの自治体で運行され、エルクハートとゴーシェン、さらにオセオラ、ダンラップ、およびミシャワカを電車のような形をしたバスで繋いでいる。このバスは郡の予算で、郡内にあるRV車製造施設で制作されている。アムトラックとグレイハウンドの駅がエルクハート市にのみある。アムトラックは1日4便が運行されている。
エルクハート市とゴーシェン市には市民空港がある。

### 隣接する郡
- セントジョセフ郡 (ミシガン州) - 北東
- ラグレンジ郡 - 東
- ノーブル郡 - 南東
- カズヤスコ郡 - 南
- マーシャル郡 - 南西
- セントジョセフ郡 - 西
- カス郡 (ミシガン州) - 北西

## 経済
エルクハート郡の経済はRV車製造が重要部分を占めており、「世界のRV車首都」と言われるほどである。農業も大きな役割を占めており、他には小さな製造業がある。観光業が郡の経済を潤している。ミドルベリーのダス・ダッチマン・エッセンハウスやナッパニーのアーミッシュ・エーカーズのような観光地と、エルクハート・ジャズ・フェスティバル、アーミッシュ・エーカーズ芸術工作品フェスティバル、エルクハート郡 4-H 祭のような毎年開催される行事で、毎年数多い観光客を集めている。この祭は国内でも2番目に大きな郡祭になっている。
2009年2月9日バラク・オバマ大統領がコンコード高校でタウンミーティングを開いた。国内でも高い方の失業率だったのでエルクハートを選び、経済普及と経済刺激策を論じた。

## 気候と気象
近年、郡庁所在地であるゴーシェン市の平均気温は1月の17°F (-8 ℃) から7月の85°F (29 ℃) まで変化している。過去最低気温は1984年1月に記録された-24°F (-31 ℃) であり、過去最高気温は1988年6月に記録された102°F (39 ℃) である。月間降水量は2月の1.77インチ (45 mm) から6月の4.05インチ (103 mm) まで変化している。

## 郡政府
エルクハート郡は郡政府の行政府である3人の委員で構成される行政委員会が指導している。この委員会は条例に関しては立法府の役割も持っている。
郡政委員会は郡政府の立法府であり、4つの選挙区から1人ずつ選出される4人と、全郡から選出される3人、合計7人の委員で構成される。この委員会は予算割り当てや税金など財政上の問題全てを扱っている。ボーゴ、クリーブランド、コンコード、エルクハート、ミドルベリー、オソロ各郡区には郡区の問題を扱うボトムサーと呼ばれる役人がおり、これに加えて郡のボトムサー1人が残りの郡区の問題を扱っている。
エルクハート郡はアメリカ合衆国下院議員インディアナ州第2および第3選挙区に属ししている。インディアナ州議会上院では第9、第11および第12選挙区に属しており、下院では第5、第18、第21、第23、第48および第49選挙区に属している。

## 人口動態
以下は2000年国勢調査による人口統計データである。
| 基礎データ - 人口: 182,791人 - 世帯数: 66,154 世帯 - 家族数: 47,630 家族 - 人口密度: 152人/km2（394人/mi2） - 住居数: 69,791軒 - 住居密度: 58軒/km2（150軒/mi2） 人種別人口構成 - 白人: 86.40% - アフリカン・アメリカン: 5.23% - ネイティブ・アメリカン: 0.27% - アジア人: 0.92% - 太平洋諸島系: 0.04% - その他の人種: 5.36% - 混血: 1.78% - ヒスパニック・ラテン系: 8.92% 先祖による構成 - ドイツ系：27.9% - アメリカ人：14.7% - イギリス系：6.3% - アイルランド系：6.2% | 年齢別人口構成 - 18歳未満: 28.9% - 18-24歳: 9.5% - 25-44歳: 29.8% - 45-64歳: 20.9% - 65歳以上: 10.9% - 年齢の中央値: 33歳 - 性比（女性100人あたり男性の人口） - 総人口: 98.8 - 18歳以上: 96.1 世帯と家族（対世帯数） - 18歳未満の子供がいる: 36.4% - 結婚・同居している夫婦: 56.8% - 未婚・離婚・死別女性が世帯主: 10.5% - 非家族世帯: 28.0% - 単身世帯: 22.6% - 65歳以上の老人1人暮らし: 8.4% - 平均構成人数 - 世帯: 2.72人 - 家族: 3.18人 収入と家計 - 収入の中央値 - 世帯: 44,478米ドル - 家族: 50,438米ドル - 性別 - 男性: 35,907米ドル - 女性: 24,051米ドル - 人口1人あたり収入: 20,250米ドル - 貧困線以下 - 対人口: 7.8% - 対家族数: 5.8% - 18歳未満: 10.2% - 65歳以上: 6.5% |

## 郡区
エルクハート郡は下記16の郡区に分割されている。
| - ボーゴ - ベントン - クリーブランド - クリントン | - コンコード - エルクハート - ハリソン - ジャクソン | - ジェファーソン - ロック - ミドルベリー - オリーブ | - オソロ - ユニオン - ワシントン - ヨーク |

## 都市と町

### 都市
- エルクハート
- ゴーシェン - 郡庁所在地
- ナッパニー

### 町
| - ブリストル - ダンラップ - ミドルベリー | - ミラーズバーグ - ニューパリス | - サイモントンレイク - ワカルーサ |

### 未編入の町
郡内には15の未編入町が存在している。ベントン、ボニービルミルズ、ダンラップ、フォレイカー、ガーデンビレッジ、ジェイムズタウン、ロック、ミッドウェイ、ニューパリス、ニビービル、サイモントンレイク、サウスウェスト、ビスチュラ、ウォーターフォードである。

## 教育
エルクハート郡には7つの教育学区、8つの私立学校、3つのカレッジがある。他にエルクハート市には幾つかのカレッジによるサテライト・キャンパスがある。

### 公立学校
エルクハート・コミュニティ教育学区は最大の学区であり、人口の多い郡北西側を管轄している。幼稚園1つ、小学校13校、中学校3校、高校2校が入っている。他にオルターナティブ学校1つと、エルクハート地域職業訓練センターがある。
ミドルベリー・コミュニティ教育学区は郡北東部を管轄している。小学校4校、中間学校1校、中学校1校、高校1校が入っている。
フェアフィールド・コミュニティ教育学区は郡南東隅を管轄している。小学校3校、中・高校1校が入っている。
ワー・ニー・コミュニティ教育学区は郡南西部を管轄している。小学校3校、中学校1校、高校1校が入っている。
ボーゴ・コミュニティ教育学区は郡西中部を管轄している。小学校2校、中間学校1校、中学校1校、高校1校が入っている。
コンコード・コミュニティ教育学区はエルクハート市の南東部とゴーシェン市の北西部を管轄している。小学校4校、中学校1校、高校1校が入っている。また5年生と6年生を教える中間学校を新しく作った。
ゴーシェン・コミュニティ教育学区は郡中央部を管轄している。小学校7校、中学校1校、高校1校が入っている。

### 私立学校
郡内には8つの私立学校がある。ブリストルのケッシントン・クリスチャン学校、エルクハートのエルクハート・クリスチャン・アカデミー、トリニティ・ルーテラン学校、セントビンセント・ド・ポール・カトリック学校、セントトマス・ジ・アポストル学校、ゴーシェンのベサニー・クリスチャン、バシャー・オルターナティブ学校、クリントン・クリスチャン学校である。

### 高等教育機関
郡内には6つの高等教育機関があり、そのうち3つは郡内のみにあるものである。ゴーシェンにあるゴーシェン・カレッジは小さなメノナイトの教養系カレッジであり、学生数1,000人である。エルクハートの南には1958年以来運営されているアソシエイテッド・メノナイト・バイブリカル・ゼミナリがある。ニューパリスにはインディアナ・ファンダメンタル・バイブル・カレッジがある。
エルクハート市内には4つのサテライト・キャンパスがある。ミシャワカのベセル・カレッジが市の南に小さなサテライト・キャンパスを持っており、インディアナ工科大学がミドルベリー通りでサテライト・キャンパスを運営し、インディアナ大学サウスベンド校が中心街で「エルクハートセンター」を持ち、またアイビー・テック・コミュニティカレッジ・オブ・インディアナもキャンパスを持っている。

## レクリエーション

### 郡立公園と土地

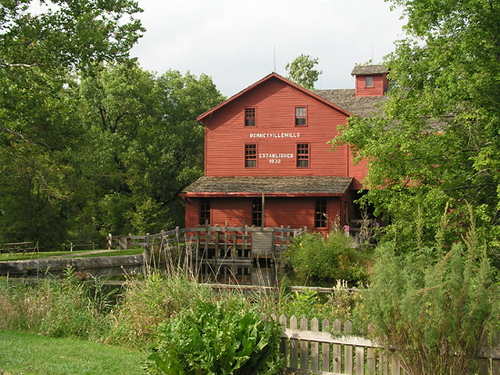
ボニービル・ミル郡立公園の製粉所

ボニービル・ミル郡立公園は広さ223エーカー (0.90 km2) のうねった丘陵、湿地、森林であり、ブリストルの東、リトルエルクハート川沿いにある。ボニービル・ミルは現在も使われている製粉所である。
オックスボウ公園はエルクハートとゴーシェンの間、エルクハート川を見下ろす広さ113エーカー (0.46 km2) の公園である。
リバー・プリザーブ公園は広さ1,050エーカー (4.2 km2)、ベントンとゴーシェン・ダムの間、エルクハート川沿いにある。
トレジャーアイランド公園はエルクハート市の西、セントジョセフ川へのアクセスである。
郡内の都市や町にも多くの公園や緑地がある。

### 博物館
- ボニービル・ミル、ボニービル・ミル郡立公園内、穀物製粉の工程を見せる
- エルクハート郡歴史博物館、ブリストル
- ジムタウン歴史博物館
- ミッドウェストアメリカ芸術博物館、エルクハート、収集品は2,500点以上
- ナショナル・ニューヨーク・セントラル鉄道博物館、エルクハート
- RV/MH殿堂・博物館、エルクハート北東
- ラスミア、1910年建築のボザール様式邸宅、19世紀から20世紀のヨーロッパとアメリカの芸術家作品を収める
- "タイム・ワズ"、小さな歴史博物館

### 年中行事
- ブリストルでは毎年7月の第1週にホームカミング・フェスティバルを開催している。また近くのボニービル・ミル郡立公園では毎年9月に収穫祭を開催している
- エルクハートでは6月にエルクハート・ジャズ・フェスティバルとラプソディ・イン・グリーンサマーを開催している
- ゴーシェンでは年間を通じて毎月第1週の週末にファーストフライディを開催している
- ミドルベリーでは毎年8月にサマー・フェスティバルを開催している
- ナッパニーとアーミッシュ・エーカーズは7月末にアーミッシュ・エーカーズ芸術工作品フェスティバルを開催している
- ワカルーサでは毎年4月にメイプルシロップ・フェスティバルを開催している

ゴーシェンで開催されるエルクハート郡 4-H 祭は国内でも2番目に大きな郡祭であり、9日間開催されるこのイベントに2008年では24万人を集めた。

## メディア
「エルクハート・トルース」と「ザ・ゴーシェン・ニューズ」が郡内で発行されている2つの日刊新聞である。他に週刊紙を発行している町も有る。
エルクハート郡はサウスベンド・エルクハートテレビ市場にあり、2008年で全米第89位の大きさである。エルクハート市にはテレビ局1局とラジオ局数局がある。ゴーシェンにはラジオ局1局とゴーシェン・カレッジのラジオ局もある。